# General Andrés Figueroa (Jalisco)
General Andrés Figueroa, también llamada Catarina Dos, es una localidad del municipio de Zacoalco de Torres ubicado en la región sur del estado mexicano de Jalisco.

## Geografía
La localidad se ubica a 9.0 kilómetros (en dirección suroeste) de la localidad de Zacoalco de Torres, la cabecera y lugar más poblado del municipio. Se sitúa en las coordenadas geográficas 20°18′00″N 103°36′25″O / 20.300000, -103.606944, a una elevación de 1,353 metros sobre el nivel del mar.

## Demografía
Según el Conteo de Población y Vivienda 2020, efectuado por el Instituto Nacional de Estadística y Geografía, la localidad de General Andrés Figueroa (Catarina Dos) tiene 2,241 habitantes, de los cuales 1,123 son del sexo masculino y 1,118 del sexo femenino. Su tasa de fecundidad es de 2.36 hijos por mujer y tiene 633 viviendas particulares habitadas.
| Gráfica de evolución demográfica de General Andrés Figueroa (Catarina Dos) entre 1900 y 2020 |
|                                                                                              |
| INEGI.                                                                                       |